# Scott-Newcomb Motor Car Company
Scott-Newcomb Motor Car Company, vorher Standard Engineering Company und Standard Steam Corporation, war ein US-amerikanischer Hersteller von Automobilen.

## Unternehmensgeschichte
L. L. Scott und E. C. Newcomb waren die treibenden Kräfte. Nach eigenen Angaben hatten sie drei Jahre lang Entwicklungsarbeit geleistet. 1920 gründeten sie die Standard Engineering Company in St. Louis in Missouri. Die Produktion von Automobilen begann. Der Markenname lautete Scott-Newcomb, allerdings ist auch Standard überliefert. Anfang 1921 gab es Pläne für eine Standard Steam Corporation, wobei unklar bleibt, ob diese Pläne durchgeführt wurden. Zu der Zeit prüfte die Fifth Avenue Coach Company die Vergabe eines Auftrages für Omnibusse. Einen Auftrag erteilte sie allerdings nicht. Im Oktober 1921 lautete die Firmierung Scott-Newcomb Motor Car Company. Im gleichen Jahr endete die Produktion.
Insgesamt entstanden zwischen fünf und sieben Fahrzeuge.

## Fahrzeuge
Im Angebot standen Dampfwagen. Sie hatten einen Dampfmotor mit zwei Zylindern. Hervorgehoben wurde, dass der Motor innerhalb einer Minute startbereit sei. Das Fahrgestell hatte 325 cm Radstand. Der Aufbau war ein offener Tourenwagen mit fünf Sitzen. Das Leergewicht war mit etwa 1909 kg angegeben.